# Lokomotiva 381
Lokomotiva řady 381 (tovární typ Škoda 109E2) je elektrická třísystémová lokomotiva vyráběná pro Železničnou spoločnosť Slovensko (ZSSK) plzeňskou firmou Škoda Transportation. Jedná se o upravenou variantu strojů typu 109E, které byly vyvinuty pro České dráhy (řada 380). ZSSK objednala za 8 499 900 euro dva kusy lokomotivy řady 381, s plánovaným využitím v nových vratných (push-pull) příměstských soupravách s řídicím vozem řady 951 na druhém konci vlaku. Po úspěšných testech jsou tyto soupravy využívány na trasách Kúty – Bratislava – Nové Zámky a Bratislava – Leopoldov.
Oproti řadě 380 Českých drah mají stroje řady 381 maximální rychlost 160 km/h a zabezpečovací zařízení ETCS L1.
První vyrobený stroj 381.001 byl 8. listopadu 2011 převezen z Plzně do Velimi, kde na místním zkušebním okruhu vykonal typové zkoušky. V sobotu 3. prosince 2011 byl dopraven do Bratislavy a 6. prosince začaly zkušební jízdy s netrakční jednotkou x51.
V říjnu 2012 získal tento typ homologaci pro slovenské dráhy a v prosinci téhož roku začaly obě lokomotivy sloužit na osobních vlacích na obou výše zmíněných trasách. Díky dotaci od Evropské unie jsou smluvně vázány na tuto trasu – až po jejím vypršení bude možné je nasadit i na dálkové rychlíky do Žiliny a Košic[zdroj?]. V roce 2014 ZSSK vypsaly výběrové řízení na nákup nových lokomotiv pro rychlost až 200 km/h a tento typ lokomotiv je jedním z možných kandidátů, proto není vyloučena dodávka dalších lokomotiv.